# تناگا ناسیونال
تناگا ناسیونال (به مالایی: Tenaga Nasional) شرکت برق مالزیایی است، که در زمینه تولید، انتقال و توزیع انرژی الکتریکی فعالیت می‌کند.
شرکت تناگا ناسیونال در سال ۱۹۹۰ در پی خصوصی‌سازی و تجدید ساختار سازمان ملی برق مالایا تأسیس شد. این شرکت در حال حاضر دارای شبکه برق‌رسانی در کشورهای مالزی، موریس، پاکستان، هند و اندونزی می‌باشد و با در اختیار داشتن ۸٫۴ میلیون مشترک، به‌عنوان بزرگترین شرکت برق منطقه آسیای جنوب شرقی به‌شمار می‌آید.
دفتر مرکزی تناگا ناسیونال در شهر کوالالامپور قرار دارد و بخشی از سهام آن در بازار بورس مالزی معامله می‌شود.